# Rivière Perry (Nunavut)
Pour les articles homonymes, voir Rivière Perry et Kuugjuaq.
La rivière Perry dont le nom inuit est Kuugjuaq est une rivière de la région de Kitikmeot du Nunavut au Canada. La rivière se rejette dans la baie Chester (en) dans la partie sur du golfe de la Reine-Maud.
L'endroit a été quelque temps un poste de traite des fourrures géré d'abord par Stephen Angulalik (en) et ensuite par Red Pedersen de la Compagnie de la Baie d'Hudson.